# IC 846
IC 846 је галаксија у сазвјежђу Береникина коса која се налази на листи објеката дубоког неба у Индекс каталогу.
Деклинација објекта је + 23° 5' 44" а ректасцензија 13h 5m 21,1s. Привидна величина (магнитуда) објекта IC 846 износи 14,5 а фотографска магнитуда 15,5. IC 846 је још познат и под ознакама CGCG 130-7, PGC 45267.